# Ilijas Pašić
Ilijas Pašić (en serbe en écriture cyrillique : Илијаш Пашић), né le 10 mai 1934 à Herceg Novi, à l'époque dans le royaume de Yougoslavie, aujourd'hui au Monténégro et mort le 2 février 2015 à Gossau en Suisse, est un footballeur international yougoslave (bosnien), qui évoluait au poste d'ailier, avant de devenir ensuite entraîneur.

## Biographie

### Carrière de joueur

#### Carrière en club
Avec le Dinamo Zagreb, il remporte deux Coupes de Yougoslavie en 1960 et 1963.

#### Carrière en sélection
Avec l'équipe de Yougoslavie, il joue 8 matchs (pour un but inscrit) entre 1954 et 1959. 
Il joue son premier match en équipe nationale le 17 octobre 1954 contre la Turquie, match au cours duquel il inscrit son seul et unique but en sélection. Il joue son dernier match le 20 décembre 1959 contre l'Allemagne de l'Ouest.
Il figure dans le groupe des sélectionnés lors de la Coupe du monde de 1958. Il ne joue aucun match lors de la phase finale de cette compétition, mais dispute toutefois deux matchs comptant pour les tours préliminaires de celle-ci.

## Palmarès
Dinamo Zagreb
- Coupe de Yougoslavie (2) :
  - Vainqueur : 1959-60 et 1962-63.